# دهستان شعبان (مشگین‌شهر)
دهستان شعبان یا دهستان مشگین جنوبی نام دهستانی در بخش مرکزی شهرستان مشگین‌شهر، استان اردبیل در ایران است. براساس سرشماری مرکز آمار ایران در سال ۱۳۸۵، جمعیت آن ۵۴۷۰ نفر (۱۱۸۲ خانوار) بوده‌است.